# Берса, Благое
Благое Берса (хорв. Blagoje Bersa, настоящее имя Бенито; 2 декабря 1873, Дубровник, Австро-Венгрия— 1 января 1934, Загреб, Королевство Югославия) — югославский композитор и музыкальный педагог.

## Биография
Родился в семье заметного в городе музыканта-любителя; по матери был итальянцем. Музыке обучался под руководством Ивана Зайца (композиция), Антона Штёкля (теория) и Хинко Гейгера (виолончель) в Загребской и у Роберта Фукса и Юлиуса Эпштейна в Венской консерваториях. В 1919 году вернулся в Загреб, где в 1920—1934 годах работал преподавателем композиции в музыкальной академии. Профессор. Среди его известных учеников — Иван Брканович и Мило Ципра.
В 1908 основал национальную оперу в Осиеке.

## Творчество
Представитель романтического и лирического направления в музыке. Сценические произведения Берсы ярко театральны, эффектны; в них используются элементы народной фантастики.
Наибольшую ценность представляют его романсы. Берсе принадлежат также произведения крупной формы. В симфонических поэмах и оперном творчестве ощутимое влияние Рихарда Вагнера, Рихарда Штрауса, Николая Римского-Корсакова, а также «веристов». Оперы Берсы были написаны на немецкие либретто и поставлены в переводе на хорватский язык в Загребе.

## Избранные музыкальные сочинения
Оперы
- «Ёлка» (1901),
- «Огонь» (1911),
- «Башмачник из Делфта» (1914),

Мелодрамы
- «Красная Анна» (1903),
- «Саломея» (1904),
- «Фру-Фру» (1904, Загреб),

Симфонические камерно-инструментальные и другие сочинения
- для оркестра — симфоническая поэма «Солнечные поля» (Suncana polja, 1919),
- «Гамлет»
- «Привидения» (Sablasti, 1926),
- драматическая увертюра (1898),
- Идиллия (1902),
- Каприччио-скерцо (1902),
- струнный квартет,
- для фортепиано — сюита, пьесы,
- элегия для скрипки и фортепиано
- хоры, романсы и другое.